# Theo luật thời chiến
Theo luật thời chiến (tiếng Nga: По законам военного времени, Po zakonam voennogo vremeni) là một bộ phim truyền hình nhiều tập thuộc thể loại hình sự, hành động trong bối cảnh cuộc Chiến tranh Vệ quốc vĩ đại, do hãng phim truyền hình StarMedia (Nga) sản xuất.

## Tóm tắt nội dung

### Mùa 1 (12 tập, 2015)
Tháng 7 năm 1941, quân Đức quốc xã tiến sát chân thành Kiev. Tình hình trong thành phố đang nóng lên mỗi ngày, điều này làm tăng thêm công việc cho điều tra viên giỏi nhất của Văn phòng Công tố quân sự Kiev, Ivan Rokotov (Evgeny Volovenko đóng). Một phái viên cao cấp từ Moskva đến Kiev là Trợ lý Tổng công tố quân sự Hồng quân Liên Xô Nikolai Mirsky (Maxim Drozd đóng), đã thành lập một tổ công tác đặc biệt của Văn phòng Công tố quân sự tại mặt trận, bao gồm Rokotov và một nữ điều tra viên trẻ Svetlana Elagina (Yekaterina Klimova đóng). Với tính cách xung khắc lẫn nhau, Rokotov và Elagina phải dần thiết lập mối quan hệ, khắc phục những bất đồng, cùng cộng tác. Hai người cùng nhau điều tra các vụ án đặc biệt nghiêm trọng, hoạt động cả ở tiền tuyến lẫn trong nội ô thành phố Kiev, nơi mà bọn tội phạm lộng hành kết hợp với những tên gián điệp Đức phá hoại. Song song, Mirsky tiến hành những cuộc điều tra riêng, với nhiệm vụ xác định một tổ chức gián điệp hoạt động tại Kiev từ cuối những năm 1930.

### Mùa 2 (8 tập, 2018)
Mùa thu 1941, Kiev thất thủ. Các điều tra viên Rokotov, Mirsky và Elagina đã thoát vây một cách kỳ diệu khỏi Kiev và đến được nơi sơ tán ở Kharkov. Họ có trong tay thông tin quan trọng về các hoạt động của tổ chức gián điệp Đức, phải được chuyển khẩn cấp đến trung tâm. Tuy nhiên, một mệnh lệnh bất ngờ từ lãnh đạo cấp cao buộc họ phải nán lại ở Kharkov. Trong khi đó, các nhóm phá hoại của Đức, nấp dưới lốt cải trang những người dân đi sơ tán về phía Đông, với mục đích là phá hoại các nhà máy quân sự ở Ural và Tây Siberia. Trong lúc cố gắng tìm cách mở các kênh chuyển hồ sơ về hậu phương, Rokotov và Elagina phát hiện ra rằng tổ chức hoạt động ở Kharkov được kết nối trực tiếp với nhóm Kiev mà họ phát hiện ra vài giờ trước khi thành phố thất thủ. Và kẻ phụ trách của cả hai nhóm này giữ một vị trí cao tại Văn phòng Tổng công tố quân sự ở Moskva.

### Mùa 3 (8 tập, 2019)
Năm 1944, Odessa được giải phóng khỏi ách chiếm đóng của quân Đức Quốc xã, bắt đầu trở lại cuộc sống yên bình. Tuy nhiên, theo các thông tin tình báo quân sự, mạng lưới tình báo của Abwehr vẫn tiếp tục hoạt động trong thành phố. Trong số những người dân địa phương, phát hiện có sự xuất hiện của những kẻ phá hoại được đào tạo chuyên nghiệp. Một đội đặc nhiệm đang được thành lập tại Moskva từ các điều tra viên của SMERSH và Văn phòng Tổng công tố quân sự, được gửi đến Odessa để tăng cường chính quyền và cảnh sát địa phương. Tổ đặc nhiệm do Đại úy SMERSH Viktor Zvyaginov (Dmitry Sutyrin đóng) lãnh đạo, bao gồm cả các điều tra viên quân sự Svetlana Elagina và Ivan Rokotov, những người đã thất lạc nhau trong cuộc rút lui khỏi Kharkov năm 1941...

### Mùa 4 (8 tập, 2020)
Ngày Chiến thắng 9 tháng 5 năm 1945, những người lính Hồng quân đang ăn mừng, nhảy múa trên quảng trường của thị trấn nhỏ Insterburg ở Đông Phổ. Họ vui mừng vì chiến tranh đã kết thúc và họ đã sống sót để trở về nhà. Mọi thứ đảo lộn ngay lập tức, khi một khẩu súng máy khai hỏa từ một ô cửa trên cao của một trong những ngôi nhà trên quảng trường...
Trong vùng quân quản của Liên Xô trên lãnh thổ Đức, công việc của cơ quan Công tố quân đội tập trung vào các vụ án hình sự - giết người, cướp của, trộm cắp. Tuy nhiên, chiến tranh dường như vẫn chưa kết thúc. Các điệp viên Đức giờ đây được những ông chủ mới thu nạp nhưng vẫn giữ lại mối thâm thù với Liên Xô. Giữa những bộn bề đó, Svetlana Elagina đột nhiên mất tích... và cô trở thành tâm điểm một âm mưu quốc tế lớn. Svetlana đã phải vận dụng tất cả hiểu biết và sự quyến rũ của mình để sống sót và cùng Rokotov ngăn chặn kẻ thù thực hiện kế hoạch phá hoại...

### Mùa 5 (8 tập, 2022)
Tháng 9 năm 1945, Svetlana Elagina và Ivan Rokotov, với những dự định trương lai sẽ đến Minsk và bắt đầu một cuộc sống yên bình. Tuy nhiên những kế hoạch này lại nhanh chóng không trở thành hiện thực: họ được điều trở lại Königsberg và được đặt dưới quyền Trung tá Dremov để thực hiện một nhiệm vụ đặc biệt. Rất nhanh, Rokotov và Elagina nhận ra rằng tình hình trong thành phố phức tạp hơn nhiều so với cái nhìn đầu tiên của họ. Dưới sự lãnh đạo của Dremov và Ủy viên NKVD ở Đông Phổ, Nosovikhin, các nhà điều tra sẽ không chỉ phải ngăn chặn sự gia tăng của tội phạm sau chiến tranh mà còn phải ngăn chặn một mối đe dọa khủng khiếp và không thể tránh khỏi hơn nhiều...